# Dariusz Żuraw
Dariusz Żuraw [ˈdarʲuʃ ˈʒuraf] (* 14. November 1972 in Wieluń) ist ein ehemaliger polnischer Fußballspieler und heutiger Fußballtrainer.

## Karriere

### Als Spieler
Żuraw spielte in Polen bei LZS Ostrowek, LZS Rychlocice, Wieluń KS, Okocimsko Brzesko und Zagłębie Lubin, bevor er am 24. Oktober 2001 zu Hannover 96 in die 2. Bundesliga wechselte. In der Saison 2001/02 erreichte der Innenverteidiger mit dem Aufstieg in die Bundesliga einen Karrierehöhepunkt.
Gleich in seinem ersten Bundesligaspiel, welches auch das erste von Hannover 96 nach dem Wiederaufstieg war, erzielte er das Führungstor gegen den Hamburger SV am 11. August 2002. In der Saison 2003/04 verlor Żuraw unter Ralf Rangnick seinen Stammplatz. Nachdem Rangnick am 7. März 2004 seinen Arbeitsplatz verlor und Ewald Lienen seinen Job übernahm, war Darek, wie ihn seine Mitspieler nennen, fortan wieder Stammspieler. In der darauf folgenden Saison 2004/05 spielte er bei 33 von 34 Spielen und war nur gegen den FC Schalke 04 gesperrt. Einen weiteren Karrierehöhepunkt erlebte er dann Anfang 2005 im Alter von 32 Jahren mit seiner Nominierung für die Nationalmannschaft und dem Länderspiel Polen gegen Belarus, in dem er zum ersten Mal für sein Land spielte.
Zur Saison 2008/09 kehrte Żuraw in seine Heimat zurück und wechselte zum Erstliga-Aufsteiger Arka Gdynia. Nach nur einer Saison bei Arka Gdynia beendete der Verteidiger seine Karriere.
In seiner Karriere bestritt der Pole 131 Bundesligaspiele und erzielte fünf Tore. In der 2. Bundesliga traf Zuraw in 16 Spielen zweimal ins gegnerische Tor.

### Als Trainer
Nach seinem Karriereende begann Żuraw eine Trainerkarriere. Von Juli 2010 bis August 2012 war er Trainer von WKS Wieluń. Im Sommer 2012 stieg er mit dem Verein in die vierte Liga auf. Vom 16. September 2012 bis 2013 trainierte Żuraw den polnischen Viertligisten Odra Opole. Im Jahr 2014 war er kurz Trainer bei Miedź Legnica, ehe er im gleichen Kalenderjahr den Posten des Co-Trainers bei Lech Posen übernahm. Am 31. März 2019 nach der Entlassung von Adam Nawałka wurde er zum Trainer von Lech Posen ernannt. 2021 lief sein Vertrag bei Posen aus. Anschließend wurde er Trainer von Zagłębie Lubin. Dort stand Żuraw bereits als Spieler unter Vertrag. Im Dezember 2021 wurde er in Lubin entlassen.

## Sonstiges
Żuraw ist verheiratet und hat zwei Söhne und eine Tochter.